# Buick Enclave
Buick Enclave — полноразмерный кроссовер, выпускающийся General Motors («люксовым» подразделением Buick) с 2007 года.

## Первое поколение (2008)

### Особенности
Enclave рассчитан на семь пассажиров, с опциональным сиденьем второго ряда вместо стандартных двух капитанских кресел, что увеличивает количество мест до восьми. В стандартной комплектации автомобиль оснащен передним приводом с возможностью установки полного привода .
Enclave делит силовые агрегаты со своими братьями Lambda. В первый год производства Enclave был оснащен 275-сильным (205 кВт; 279 л. с.) 3,6-литровым двигателем High Feature V6 , работающим в паре с шестиступенчатой автоматической коробкой передач . Для модели 2009 года улучшенный наддув для 3,6-литрового V6 Spark Ignition Direct Injection VVT теперь составляет 288 л. с. (215 кВт; 292 л. с.) и 270 фунт-фут (366 Н·м; 37 кг·м) крутящего момента (также стандартный для других Lambda 2009 года). Последний двигатель с непосредственным впрыском обеспечивает более широкую кривую крутящего момента и обеспечивает экономию топлива до 17 миль на галлон США (14 л/100 км; 20 миль на галлон -imp)/24 миль на галлон США (9,8 л/100 км; 29 миль на галлон) для моделей с передним приводом и 16 миль на галлон США (15 л/100 км; 19 миль на галлон -imp)/22 миль на галлон США (11 л/100 км; 26 миль на галлон -imp) для моделей с полным приводом, согласно новым оценкам Агентства по охране окружающей среды США . Автомобили Lambda собираются на новом заводе GM Delta Township Assembly около Лансинга, штат Мичиган, а производство Enclave началось 11 апреля 2007 года, и первые автомобили поступят к некоторым дилерам к концу месяца. Enclave дебютировал со стартовой ценой $32,790.
В первый год производства Enclave часто критиковали за его 6-ступенчатую трансмиссию, которая «медлительно переключалась на пониженную передачу». Силовой агрегат был улучшен в 2009 году. За все время производства он считался чрезмерно тяжелым, веся почти 5000 фунтов (2300 кг) с полным приводом.
Первоначальные продажи Enclave намного превысили производственные мощности, что вынудило GM добавить третью смену на заводе в Дельта-Тауншип.
- Размерность колёс — P255/65 R18 ALS, P255/60 R19 ALS
- Размерность дисков — 7,5Jx18, 8Jx18
- Передняя подвеска — независимая, типа MacPherson, винтовые пружины, стабилизирующая штанга и стабилизатор поперечной устойчивости
- Задняя подвеска — независимая, на двойных поперечных рычагах, винтовые пружины, стабилизирующая штанга и стабилизатор поперечной устойчивости
- Рулевое управление — реечное с усилителем переменной производительности (кол-во поворотов — 2,89)
- Радиус разворота — 6,2
- Передние тормоза — дисковые, вентилируемые (размер — 325 мм)
- Задние тормоза — дисковые, вентилируемые (размер — 330 мм) с сервоусилителем и ABS.

## Безопасность и отзывы
Американский институт дорожной безопасности (Insurance Institute for Highway Safety, IIHS) выдал наивысшую оценку (G, Good) автомобилю по всем критериям безопасности, из-за чего кроссовер вошёл в список самых безопасных автомобилей на американском рынке.
| IIHS                                          | IIHS |
| --------------------------------------------- | ---- |
| Фронтальный удар с 40%-м перекрытием          | G    |
| Боковой удар                                  | G    |
| Прочность крыши                               | G    |
| Подголовники и сиденья                        | G    |
| Протестированная модель: Buick Enclave (2010) |      |

NHTSA (National Highway Traffic Safety Administration, Национальное управление безопасностью движения на трассах) также оценили высоко безопасность автомобиля:
Общая оценка: 
Передний удар (водитель): 
Передний удар (пассажир): 
Боковой удар (водитель): 
Боковой удар (пассажир): 
Опрокидывание:  (шанс — 16,9 %)
В 2010 году General Motors провели большой отзыв 1,5 миллиона автомобилей, в том числе и Enclave, из-за дефекта системы подогрева жидкости в бачке омывателя, который может привести к пожару.

## Награды
- В 2007 году автомобиль был назван лучшим кроссовером по версии журнала Playboy[6].
- В 2007 году автомобиль был претендован на звание «Автомобиля года» в США и вышел в финал[7].
- В 2007 году автомобиль был назван журналом Forbes одним из лучших для всей семьи для города[8].
- В 2008 году Ассоциация Автомобильных Журналистов Канады (AJAC) назвала Enclave лучшим новым кроссовером с ценой более 60000 долларов[9].
- В 2009—2010 годах журнал Consumer Reports отозвался об автомобиле как о «рекомендуемом к покупке».

## Обновление 2013 модельного года
GM объявили об обновлении кроссовера 3 апреля 2012 года, за день до начала Автосалона в Нью-Йорке. Модель 2013 м.г. получила обновлённый экстерьер, включая новую хромированную решётку радиатора, капот, передний бампер, ксеноновые фары, светодиодные ходовые огни и задние фонари. Из изменений интерьера — новая приборная панель, дисплей IntelliLink, более мягкие материалы отделки и штатная навигация. Также была пересмотрена подвеска. С точки зрения безопасности, Buick Enclave 2015—2016 может похвастать наличием центральной подушки между креслами, которую уже получил Ford Explorer Sport..

## Второе поколение (2018)

### Северная Америка (2018)
11 апреля 2017 года, ровно через десять лет после выпуска первого Enclave, Buick представил второе поколение Enclave в Pier 59 Studios во время Нью-Йоркского международного автосалона 2017 года. С выпуском компактного Buick Envision в 2016 году и запуском универсала Buick Regal TourX под маркой Opel Insignia следующее поколение Enclave переместилось на более высокий рынок, конкурируя с Volvo XC90 , Infiniti QX60 и Acura MDX на рынке премиальных кроссоверов-внедорожников. Второе поколение Enclave поступило в продажу осенью 2017 года как модель 2018 года.
Версия шасси GM C1XX с удлиненной колесной базой, использующая ту же платформу, что и Chevrolet Traverse, второе поколение Enclave отошло от яйцевидного дизайна, но сохранило некоторые элементы предыдущего поколения, демонстрируя более обтекаемый аэродинамический вид, более низкую линию крыши и введение внешних передних фар Evonik Acrylite, обрамляющих новую трехмерную решетку радиатора Buick с хромированными крыльями.
Оснащенный 3,6-литровым V-6, сопряженным с новой девятиступенчатой автоматической коробкой передач, он выдает 310 л. с. (231 кВт; 314 л. с.) с крутящим моментом 266 фунт-фут (361 Н·м; 37 кг·м). Второе поколение Enclave поставляется со стандартным передним приводом или доступно с Intelligent AWD с активным задним дифференциалом с двойным сцеплением, который дополняет его первую переключаемую систему полного привода. Существует три уровня отделки, включая новый топовый суббренд премиум-класса Avenir.

#### Обновление 2022 г.
Первоначально Buick планировал выпустить обновленную версию Enclave в середине-конце 2020 года в качестве автомобиля 2021 модельного года. Однако GM отложила запуск и производство обновленной версии Enclave до 2021 года в качестве автомобиля 2022 модельного года. Обновление середины цикла заимствует многие элементы дизайна и функции, а также новые светодиодные фары и задние фонари, уже замеченные на китайской версии Buick Enclave.
Enclave 2022 года в стандартной комплектации добавляет пакет безопасности помощи водителю, ранее доступный только в комплектации Avenir. Функции включают торможение передними пешеходами, автоматическое экстренное торможение, помощь в удержании полосы движения, мониторинг слепых зон, предупреждение о перекрестном движении сзади и задний датчик парковки. Другие новые функции включают кнопочную коробку передач, дополнительный проекционный дисплей, дополнительное предупреждение о пешеходах сзади и беспроводные Android Auto и Apple CarPlay.

### Китай (2020)
22 октября 2019 года Buick представил Enclave для китайского рынка . Это версия Enclave «среднего размера плюс», которая использует платформу GM C1 с короткой колесной базой. Она поступила в продажу в этом регионе в конце 2019 года. Хотя она имеет схожие характеристики с полноразмерной североамериканской Enclave, китайская версия короче и имеет дизайн, отличный от своего аналога; планов сделать ее доступной в Северной Америке нет. Buick планировал назвать китайскую версию «Envoy» (название, ранее использовавшееся для внедорожника среднего размера GMC в Северной Америке с 1998 по 2007 год), но вместо этого решил использовать название Enclave. Китайский Enclave оснащен технологией GM Electronic Precision Shift и оснащается исключительно турбированным двигателем LSY объемом 2,0 л мощностью 233 лошадиные силы (174 кВт; 236 л. с.), работающим в паре с новой девятиступенчатой автоматической коробкой передач GM.

## Третье поколение (2025)
General Motors представила Enclave третьего поколения 9 апреля 2024 года. Он будет доступен в трех комплектациях: Preferred, Sport Touring и Avenir.
Внешний вид Enclave вдохновлен концепт-каром Buick Wildcat EV , он имеет фирменные крылатые светодиодные ДХО, светодиодные фары в виде галочек и светодиодные задние фонари во всю ширину автомобиля. В отделке Avenir есть функция анимации освещения при движении.
В салоне имеется плавающая центральная консоль с ультрашироким 30-дюймовым дисплеем как для приборной панели, так и для сенсорного экрана информационно-развлекательной системы — самый большой экран в своем классе.
Enclave — первый продукт Buick, оснащенный усовершенствованной системой помощи водителю Super Cruise (ADAS) без помощи рук, которая включает в себя систему контроля внимания водителя и усовершенствованную систему автоматической парковки, а также цифровое зеркало заднего вида (в комплектации Avenir).
Все комплектации Enclave оснащены 2,5-литровым рядным четырехцилиндровым бензиновым двигателем с турбонаддувом мощностью 328 л. с. (245 кВт) и крутящим моментом 326 фунт-фут (442 Н·м), работающим в паре с 8-ступенчатой автоматической коробкой передач.

## Продажи вСША
| Календарный год | Продажи |
| --------------- | ------- |
| 2007            | 29,286  |
| 2008            | 44,706  |
| 2009            | 43,150  |
| 2010            | 55,426  |
| 2011            | 58,392  |

- 2008 Buick Enclave
- 2008 Buick Enclave вид сзади
- 2013 Buick Enclave
- 2013 Buick Enclave вид сзади
- 2018 Buick Enclave
- 2018 Buick Enclave вид сзади